# João Tamagnini Barbosa

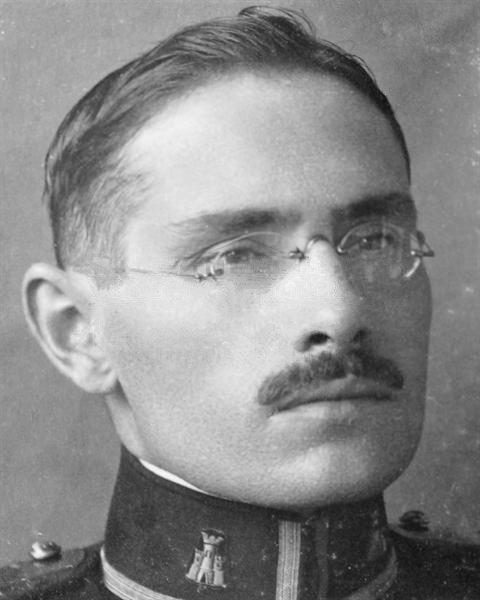
João Tamagnini Barbosa

João Tamagnini de Sousa Barbosa (Macau, 30 december 1883 - 15 december 1948) was een Portugees militair en politicus tijdens de Eerste Portugese Republiek. Van 23 december 1918 tot en met 27 januari 1919 was hij premier van zijn land.

## Levensloop
João Tamagnini de Sousa Barbosa, kortweg João Tamagnini Barbosa genoemd, diende als minister van Binnenlandse Zaken, Koloniën en Financiën in de dictatuur van Sidónio Pais. Nadat die op 14 december 1918 bij een aanslag om het leven kwam, nam eerst João do Canto e Castro voorlopig het presidentschap en het premierschap over. Hij voerde de oude grondwet, die Pais afgeschaft had, terug in, waardoor het premierschap en het presidentschap opnieuw gesplitst werden. Do Canto e Castro bleef president en op 23 december 1918 nam Tamagnini Barbosa het premierschap over. Nadat de parlementaire regeringsvorm volledig hersteld was, gaf hij in januari 1919 het premierschap door aan José Carlos de Mascarenhas Relvas van de Democratische Partij.
Van 1947 tot 1948 was hij voorzitter van de voetbalvereniging SL Benfica in Lissabon.
- International Standard Name Identifier: 0000 0000 7072 5104
- Virtual International Authority File: 4066156811375145390006